# Nowy cmentarz na Służewie w Warszawie

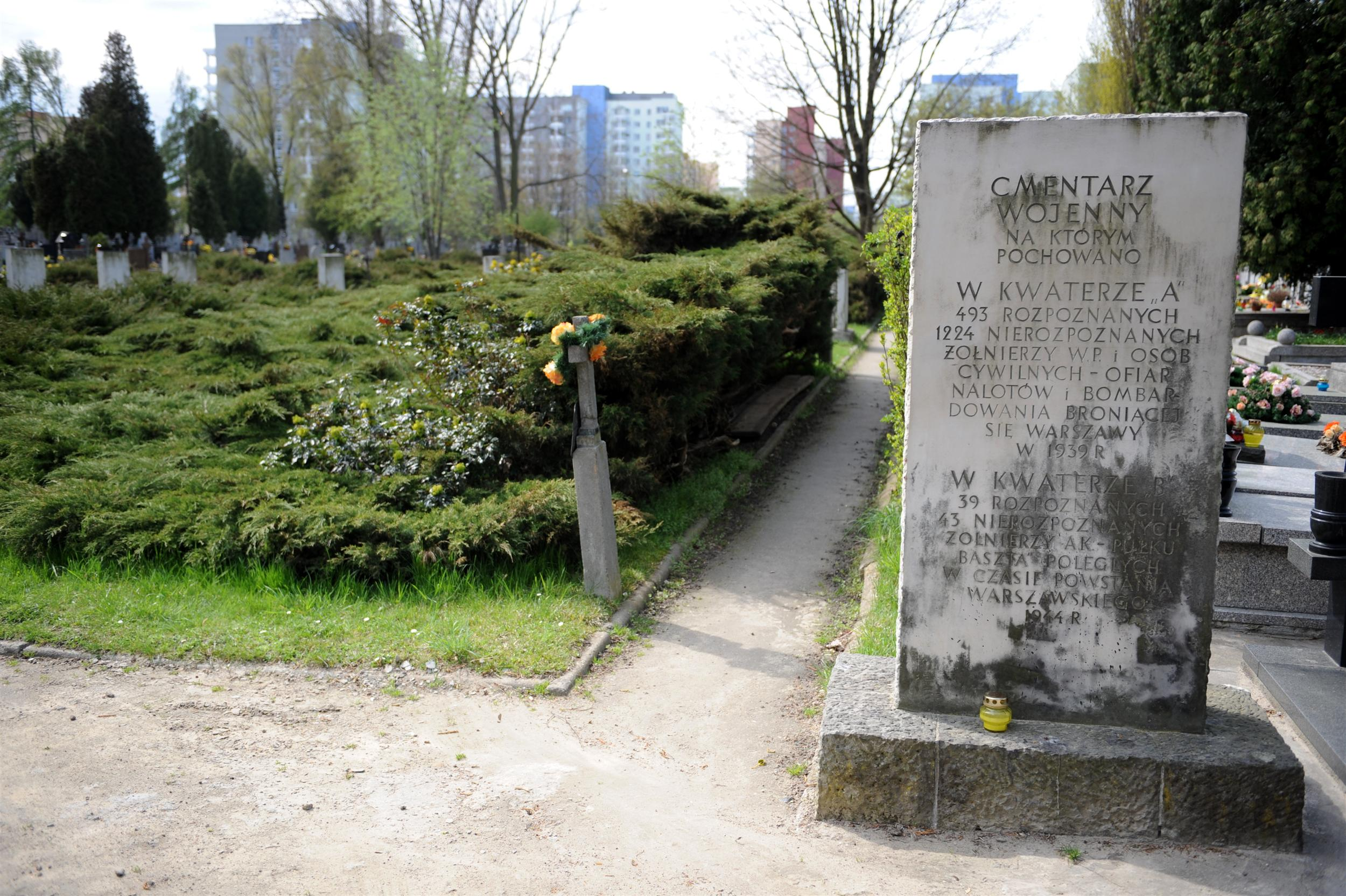
Kwatery wojenne

Nowy cmentarz na Służewie w Warszawie – cmentarz rzymskokatolicki na warszawskim Mokotowie.

## Położenie
Cmentarz znajduje się przy ulicy Wałbrzyskiej. Od zachodniej strony cmentarza znajduje się ulica Jana Sebastiana Bacha, a od wschodniej i południowej – ulica Zygmunta Noskowskiego.

## Historia
Cmentarz został założony w 1900.
Spoczywają tam m.in. żołnierze, którzy zginęli w okolicach Warszawy w roku 1914, a także (w tym samym miejscu) żołnierze polegli w trakcie II wojny światowej. Jest tu pochowanych 1717 ofiar kampanii wrześniowej, co upamiętnia tablica z napisem Cmentarz wojenny, na którym pochowano w kwaterze A: 493 rozpoznanych i 1224 nie rozpoznanych żołnierzy WP i osób cywilnych – ofiar nalotów i bombardowania broniącej się Warszawy w 1939 r.. Znajdują się tu również groby 82 powstańców warszawskich z Pułku Baszta. Na tablicy upamiętnia to napis w kwaterze B: 39 rozpoznanych i 43 nie rozpoznanych żołnierzy AK pułku „Baszta”, poległych w czasie powstania warszawskiego 1944. Cmentarz został powiększony w 1955.
Na terenie włączonym w obręb cmentarza w latach 60., a być może także na terenie przyległego do cmentarza parkingu, w latach 1945−1956 potajemnie chowano bezimienne ofiary terroru komunistycznego.

### Pomordowani przez służby komunistyczne
W rozszerzeniu starego cmentarza służewieckiego (tzw. pole J. Bokusa) potajemnie chowano w latach 1944-1948 pomordowanych głównie w więzieniu mokotowskim.
W rogu cmentarza tuż przy murze w pobliżu miejsca prawdopodobnego pochówku ofiar jest drewniany krzyż z tabliczką: PRZECHODNIU POCHYL CZOŁO WSTRZYMAJ KROK NA CHWILĘ. TU KAŻDA GRUDKA ZIEMI KRWIĄ MĘCZEŃSKĄ BROCZY. TO JEST SŁUŻEWIEC. TO NASZE TERMOPILE. TU LEŻĄ CI CO CHCIELI BÓJ DO KOŃCA TOCZYĆ. NIE ODPROWADZAŁ NAS KONDUKT POGRZEBOWY. NIKT NIE MIAŁ HONOROWEJ SALWY ANI WIEŃCA. W MOKOTOWSKIM WIĘZIENIU STRZAŁ W TYŁ GŁOWY A POTEM MAŁY KUCYK WIÓZŁ NAS NA SŁUŻEWIEC. Pamięci Ofiar reżimu komunistycznego bezprawnie skazanych i zamordowanych w latach 40 i 50. potajemnie pochowanych na tym cmentarzu. Tablica tej samej treści znajduje się także na pomniku ofiar stalinizmu przy klasztorze Dominikanów.
Dokładne miejsca potajemnych pochówków lat 1944-1954 nie są znane i najprawdopodobniej są one rozrzucone od cmentarza przy ul. Wałbrzyskiej przez Służew nad Dolinką do Wyścigów, a nawet do pasów lotniska Okęcie (zob. także artykuł kwatera na Łączce). Ich liczba nie została dokładnie określona, szacunki sięgają kilku tysięcy pomordowanych. Przy mostku prowadzącym ulicę Nowoursynowską przez Potok Służewiecki znajduje się krzyż metalowy bez podpisu.

## Ekshumacje IPN
Instytut Pamięci Narodowej, Rada Ochrony Pamięci Walk i Męczeństwa i Ministerstwo Sprawiedliwości realizowały od 30 czerwca do 10 lipca 2014 prace w ramach projektu naukowo-badawczego „Poszukiwania nieznanych miejsc pochówku ofiar terroru komunistycznego z lat 1944–1956”. Ekshumacje prowadzono pod kierunkiem Krzysztofa Szwagrzyka.

## Pochowani na cmentarzu
- Henryk Banecki (1925–1992) − prof. nauk technicznych
- Ryszard Bartel (1897–1982) − inżynier, konstruktor lotniczy, pilot, jeden z pionierów polskiego lotnictwa
- Waldemar Baszanowski (1935–2011) − sztangista, dwukrotny mistrz olimpijski
- Bolesław Bembnowski (1919–1997) − płk, prof. dr hab. nauk medycznych, zasłużony dla medycyny lotniczej
- Maksymilian Binkiewicz (1908–1942) − duchowny katolicki, błogosławiony (grób symboliczny)
- Józef Birkenmajer (1897–1939) − historyk literatury, poeta, prof.
- Ryszard Borowski (1946–2007) − pedagog, prof.
- Ernest Bryll (1935—2024) — pisarz, poeta
- Jerzy Chowańczak (1935–1995) − duchowny, publicysta, wykładowca
- Zdzisław Cygan (1928–2018) – prof. dr hab
- Dariusz Fikus (1932–1996) − dziennikarz
- Feliks Fikus (1905–1980) – dziennikarz, wydawca
- Magdalena Gross-Zielińska (1881–1948) − rzeźbiarz
- Zofia Hermanowicz (1921–2012) – graficzka, malarka
- Maria Hiszpańska-Neumann (1917–1980) − artystka plastyk
- Włodzimierz Humen (1904–1972) − działacz i teoretyk kultury fizycznej, doc. AWF
- Jerzy Jednaszewski (1930–2009) – dżokej, trener
- Lidia Kleszczycka (1908–1996) − psycholog, doc.
- Antoni Kleszczycki (1906–1974) − chemik, prof., rektor SGGW
- Roman Kobendza (1886–1955) − botanik leśny, dendrolog, prof. SGGW
- Jadwiga Kobendzina (1895–1989) − geograf, geomorfolog, prof. Instytutu Geografii i Przestrzennego Zagospodarowania PAN
- Zofia Kodis-Freyerowa (1899–1992) − malarka
- Jerzy Kolendo (1933-2014) - Polski archeolog i historyk, prof. dr hab
- Józefa Kodisowa (1865–1940) − dr. filozof, emancypantka, pierwsza kobieta w Polsce i jedna z pierwszych w Europie, zajmująca się zawodowo filozofią
- Halina Krahelska (1892–1945) − publicystka, pisarka, działaczka społeczna
- Bogusław Kuczałek (1930–2007) – polski wynalazca
- Roman Kuntze (1902–1944) − zoolog, prof. SGGW
- Zofia Kuntze (1900–1944) zoolog, pedagog, dr
- Maria Kurecka-Wirpszowa (1920–1989) – pisarka, tłumaczka
- Jadwiga Lipińska (1932–2009) – archeolog, egiptolog
- Katarzyna Łaniewska (1933–2020) – polska aktorka teatralna i filmowa
- Adam Majewski (1940–2002) − prof. PW, specjalista w zakresie optoelektroniki i techniki światłowodowej
- Piotr Medyna (1904–1982) − oficer, uczestnik walk pod Monte Cassino, autor wspomnień
- Leonard Andrzej Mróz (1947–2020) – śpiewak operowy, profesor
- Ryszard Pacowski (1914–1987) − geobotanik
- Stanisław Płoski (1901–1968) − architekt
- Aleksander Przybylski (1921–1982) − architekt
- Adam Sirko (1930-1991) − aktor
- Władysław Słowański (1934–1985) − geolog, dr nauk przyrodniczych
- Emilia Sokólska-Kułakowska (1903–1960) − literatka, artystka scen polskich
- Juliusz Solecki (1931–1992) − dziennikarz
- Czesław Stefańczak (1891–1947) − artysta muzyk
- Ireneusz Strzałkowski (1939–2006) − fizyk, prof. PW, w latach 1998–2002 prezes Polskiego Towarzystwa Fizycznego
- Leszek Szaruga (1946−2024) − poeta, prozaik, tłumacz
- Piotr Szumowski (1897–1996) − poseł na Sejm IV i V kadencji (1935–1939)
- Wacław Tarasewicz (1913–1989) − kynolog, doc. dr hab.
- Eugeniusz Waszczuk (1924–2012) – dziennikarz
- Jerzy Ważny (1927–2010) − technolog drewna, prof. SGGW, członek PAN
- Witold Wirpsza (1913–1985) – poeta
- Zdzisław Winiarczyk (1933–2001) − aktor
- Elżbieta Wittczak-Ploch (1942–1991) − dr hab nauk medycznych
- Jerzy Wojnar (1930–2005) – inżynier, pilot szybowcowy, saneczkarz
- Janusz Wójcik (1953–2017) – polski trener piłkarski, selekcjoner reprezentacji Polski
- Alfons Zielonko (1907–1999) − prof. architektury krajobrazu, prorektor SGGW
- Stefan Ziętowski (1917–2008) – publicysta
- Jerzy Antoni Żurański (1935–2017) – polski specjalista w zakresie budownictwa